# Lisa Zeitz

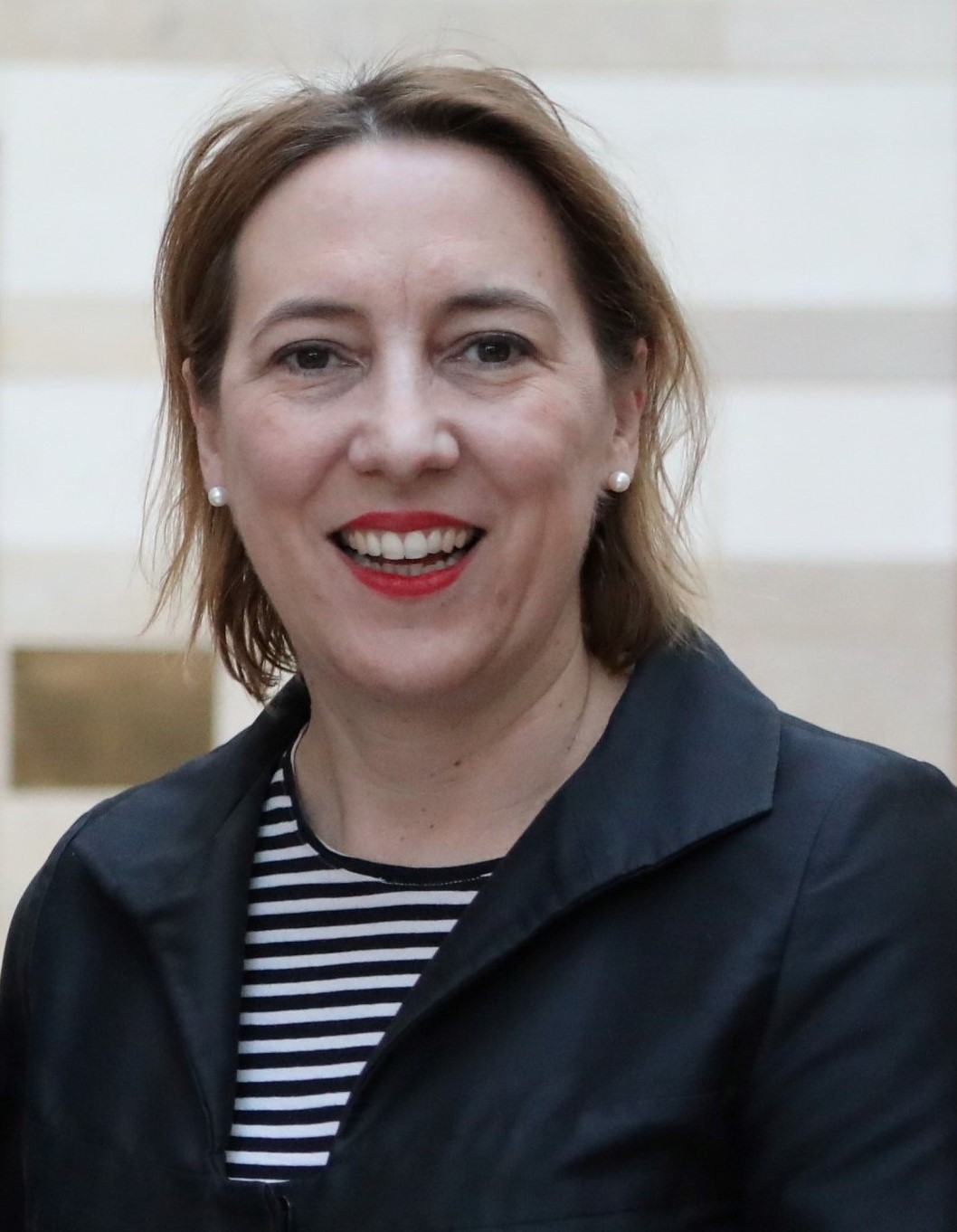
Lisa Zeitz (2018)

Lisa Zeitz (* 1970 in Heidelberg) ist eine deutsche Kunsthistorikerin und Journalistin.

## Leben
Zeitz belegte ein Studium der Kunstgeschichte an der Universität Freiburg, sowie der Ludwig-Maximilians-Universität München, wo sie zu Tizian und Federico Gonzaga promoviert wurde. Als Stipendiatin war sie von November 1997 bis Januar 1998 und von August bis September 1998 am Deutschen Studienzentrum in Venedig. Sie war Kunstmarktkorrespondentin der Frankfurter Allgemeinen Zeitung in New York und Berlin. Außerdem war sie Kunstsachverständige bei der Versicherung Axa Art Insurance und leitete das New Yorker Büro der Villa Grisebach. Sie berichtete über das Kunstgeschehen in Deutschland für Art in America und war Kolumnistin bei Cicero.
Zeitz ist seit 2012 Chefredakteurin des Magazins Weltkunst und der Fachpublikation Kunst und Auktionen.

## Publikationen
- Lisa Zeitz: Tizian, Teurer Freund. Tizian und Federico Gonzaga – Kunstpatronage in Mantua im 16. Jahrhundert, Michael Imhof Verlag, Petersberg 2000, ISBN 978-3-932526-73-2.
- Lisa Zeitz, Joachim Zeitz: Napoleons Medaillen, Michael Imhof Verlag, Petersberg 2003, ISBN 978-3-935590-25-9.
- Lisa Zeitz: „Der Mann mit den Masken“. Das Jahrhundertleben des Werner Muensterberger, Berlin Verlag, Berlin 2013, ISBN 978-3827010858.